# 查干湖
查干湖（查干淖尔，意为“白色的湖”或“聖潔的湖”），旧名“查干泡”，當地又稱作「聖水湖」。位于中國吉林省松原市前郭尔罗斯蒙古族自治县西北部，霍林河末端。湖底海拔126米，最大湖水面307平方公里（一说420平方公里），水深4米，湖周长104.5公里，最大蓄水量4.15亿立方米，东西长38公里，南北宽14公里，是吉林省内最大的天然湖泊，也是东北平原上最大的淡水湖。查干湖的冬季捕鱼活動是當地一大盛事，可追溯至史前時代。

## 簡述
查干湖是霍林河末端的堰塞湖，历史上丰水期时，湖水经库里泡、大箔口、七十二道湾入嫩江。中华人民共和国成立后，因在霍林河上游兴建水库，查干湖一度萎缩到仅50平方公里。后引松花江水入湖，始恢复。
查干湖水产丰富，盛产鳙鱼、鲤鱼、鲢鱼、鲫鱼等15科68种鱼类和虾类等水产资源，同时还是候鸟的主要栖息地。1986年8月，成立了吉林省查干湖自然保护区。2007年成立查干湖国家级自然保护区。

## 查干湖冬捕
查干湖冬捕是目前唯一仍然保留蒙古族最原始捕魚方式的捕鱼活动，是中国东北地区民族渔猎文化的体现，這一活動因此被列入中國的非物質文化遺產名單，也令查干湖成为了吉林省新兴的旅游景点。冬捕每年舉行，以令這個傳統得以保傳下去。漁夫會在湖上厚冰鑽多個鑽孔來下網，然後透過透明的冰層追蹤魚群的動向。漁網总长度逾两千米，網孔遵照傳統保持疏織，从而確保魚齡在五年以下的幼魚可以游離漁網，以確保將來的漁獲。2005年冬捕曾創下一次下網捕獲104,500公斤的漁獲而被列入《健力士世界紀錄大全》。這個紀錄於2009年被168,000公斤的漁獲打破；此后的单网产量多次超过20万公斤，未再申报世界纪录。每年春夏季，查干湖中投放逾1000万尾鱼苗，并通常在湖中自然生长4-5年后捕捞上岸，确保了渔业资源可持续利用。
“查干湖冬季捕鱼节”是查干湖每年冬季的核心旅遊卖点，加上附近的妙因古刹（藏传佛教）、查干湖滑雪场等景点，大力推動當地旅遊業的發展。而基於這個日益商業化的活動，冬捕每年的头鱼往往成为来自全国各地的企业高价竞拍的目标，亦成为一种身份的象徵。以2024年为例，一条头鱼以1199999元价格被一家企业拍得。

## 图集

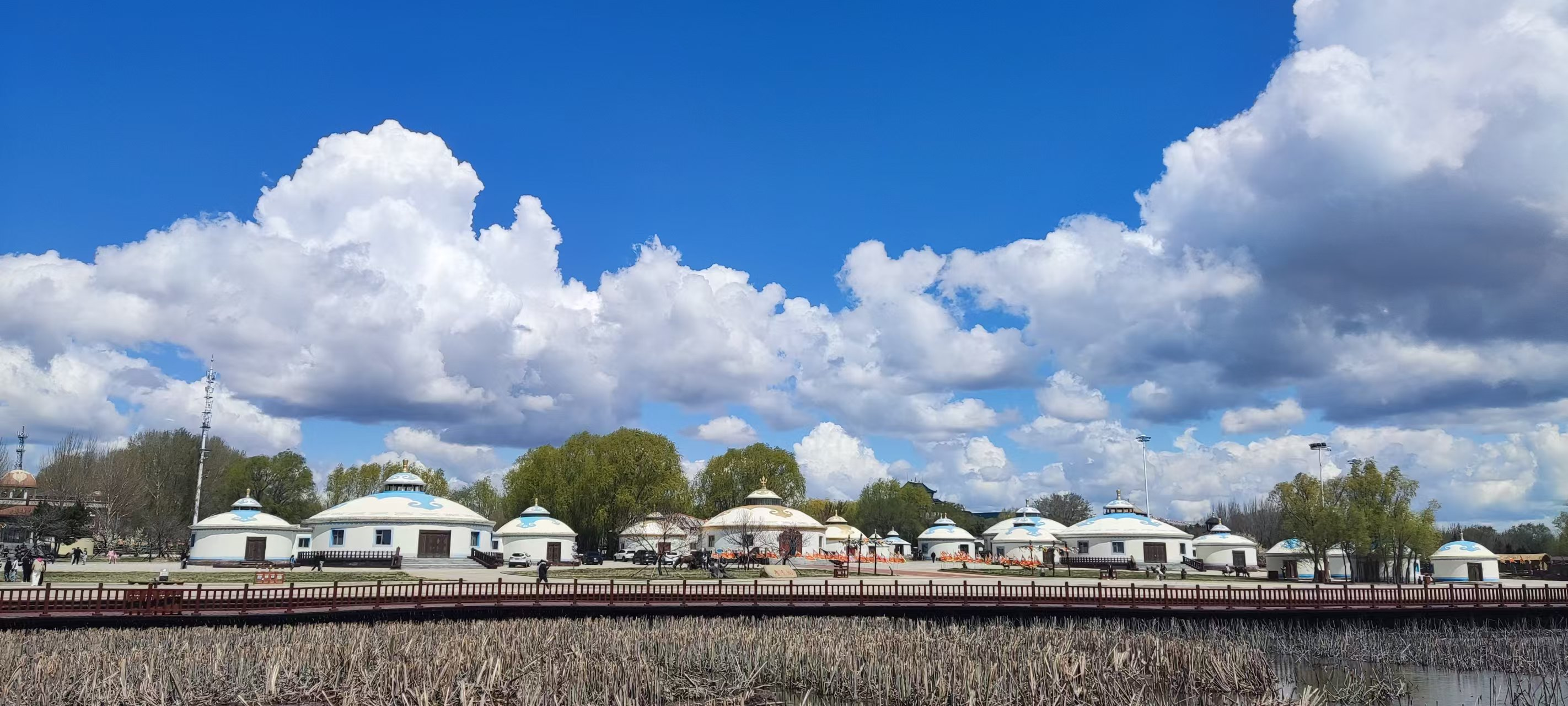
查干湖春季
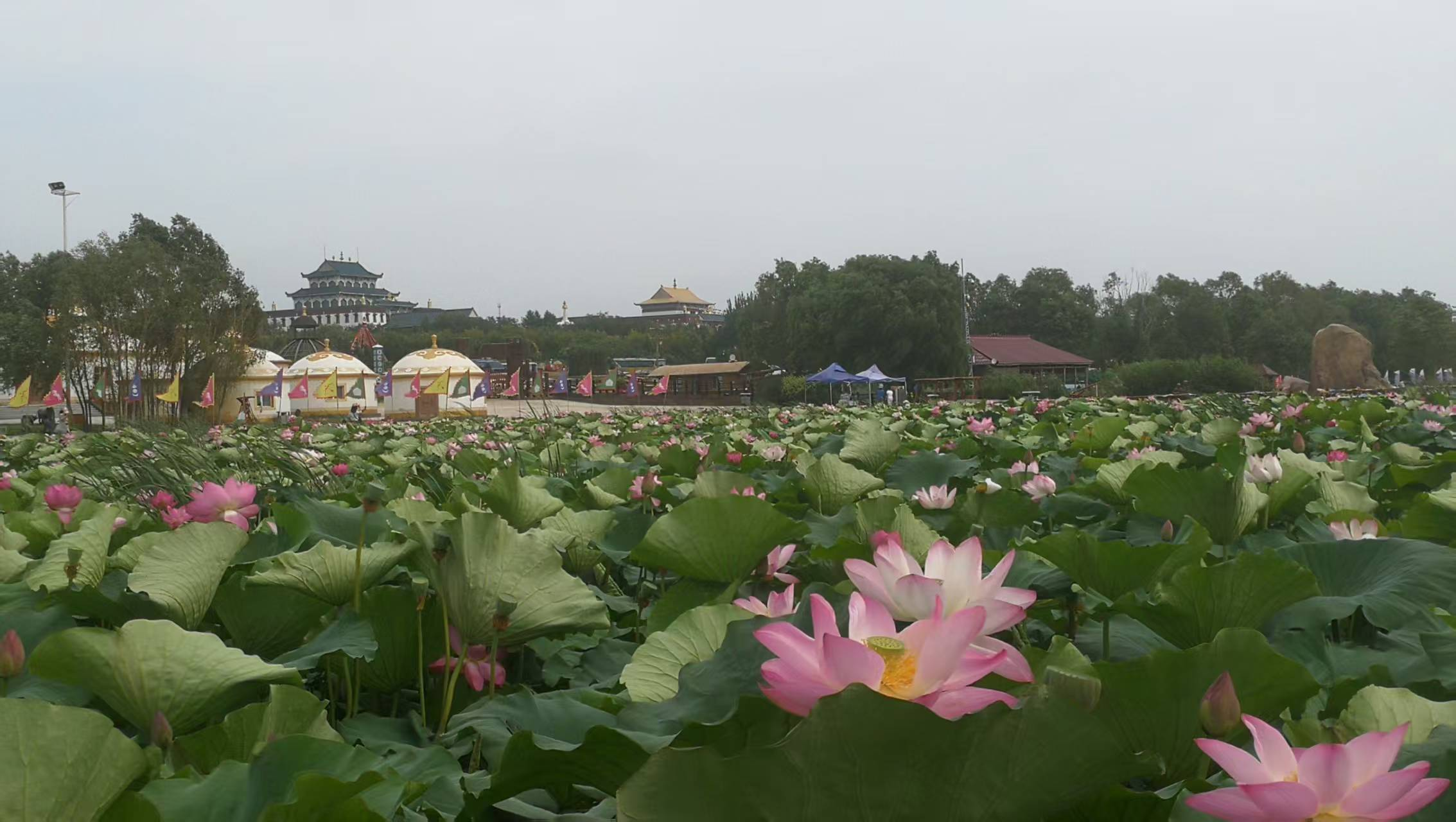
查干湖夏季
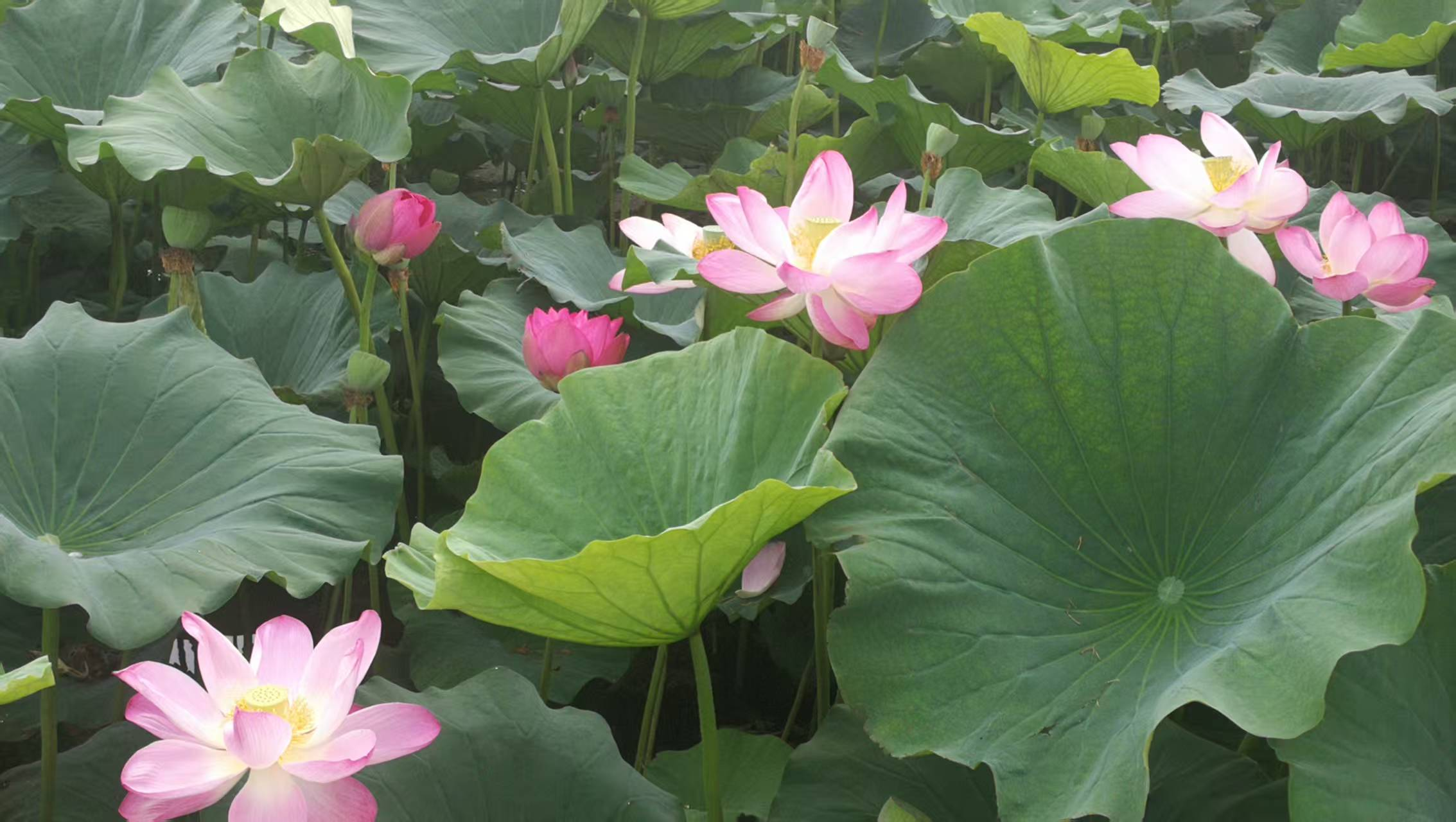
查干湖夏季
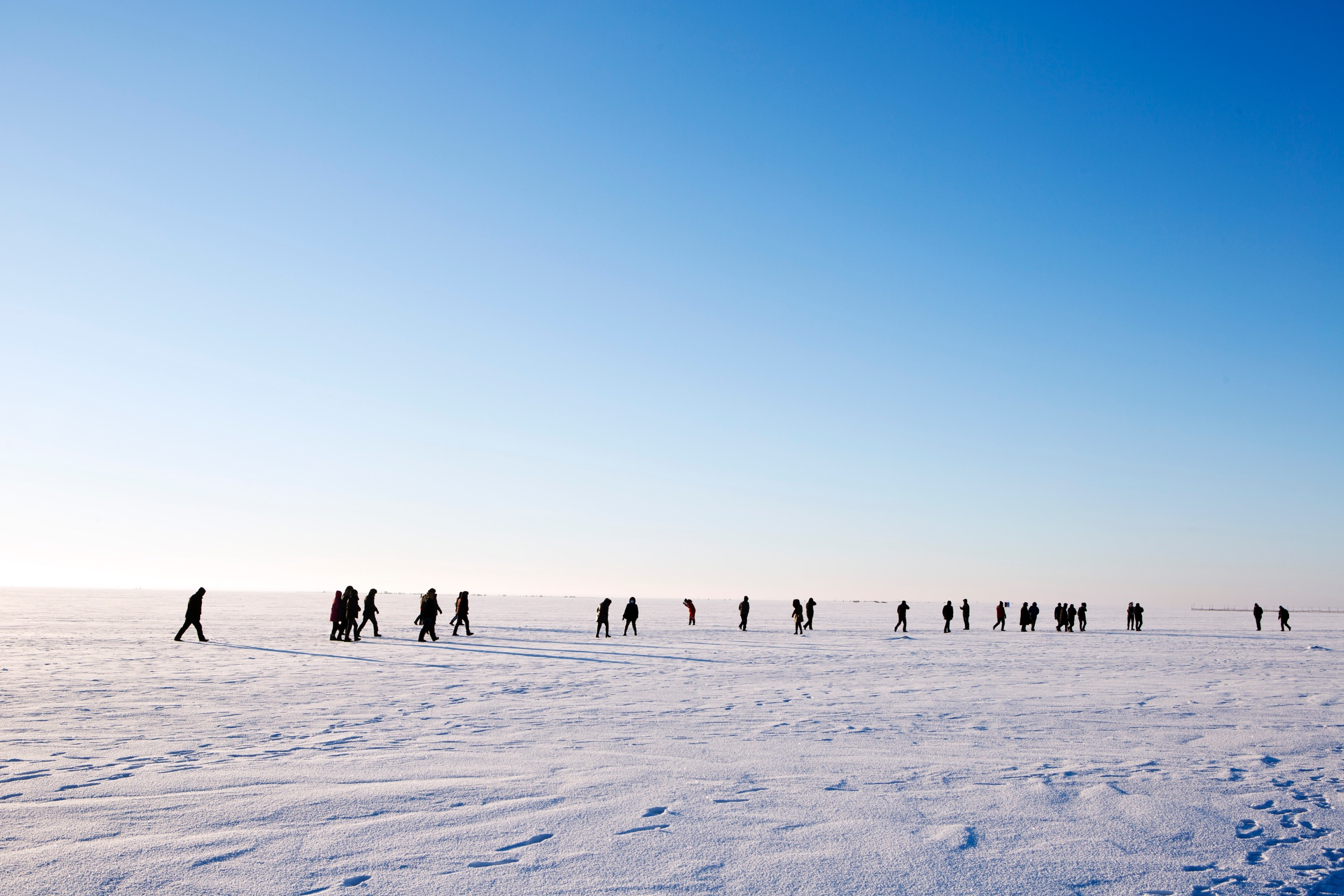
查干湖冬季
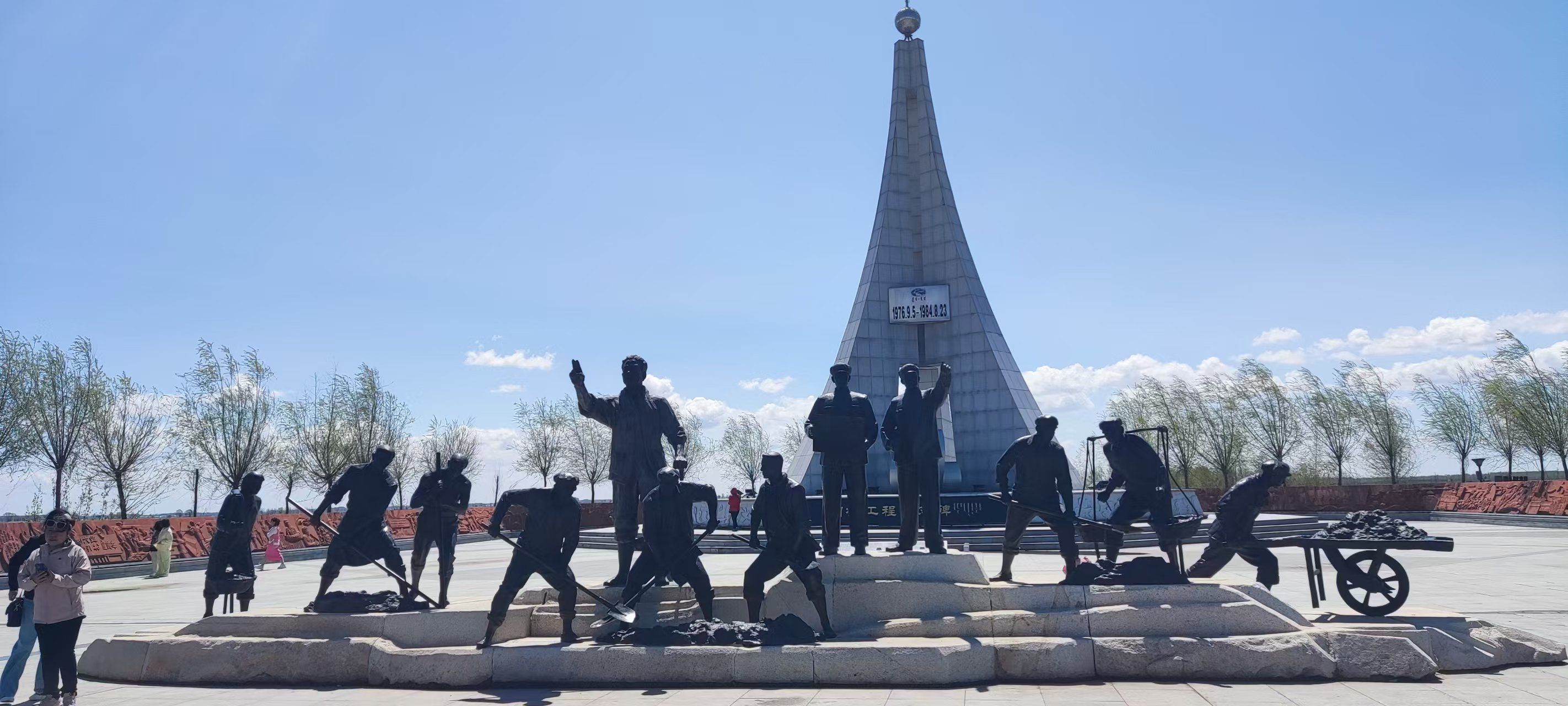
引松工程纪念碑